# 52
El año 52 (LII) fue un año bisiesto comenzado en sábado del calendario juliano, en vigor en aquella fecha. 
En el Imperio romano, era conocido como el Año del consulado de Sila y Otón (o menos frecuentemente, año 805 Ab urbe condita). La denominación 52 para este año ha sido usado desde principios del período medieval, cuando el Anno Domini se convirtió en el método prevalente en Europa para nombrar a los años.

## Acontecimientos
- Por decreto del emperador Claudio, los cristianos y los judíos son desterrados de la ciudad de Roma.[1]
- Corbulón es nombrado gobernador de la provincia de Asia.
- El Apóstol Santo Tomás predica el Evangelio en la India y funda una comunidad cristiana allí, que deviene la Iglesia asiria del Oriente.

## Fallecimientos
- Publio Ostorio Escápula, político y general romano, gobernador de la provincia de Britania desde el 47 hasta su muerte.